# NATO IVB
NATO IVB (auch NATO 4B oder USA 98) ist ein britischer Fernmeldesatellit der NATO, der sich seit dem 8. Dezember 1993 in einer geosynchronen Erdumlaufbahn befindet.
Gebaut wurde er von Matra-Marconi Space Systems und British Aerospace Space Systems. Astrium war sowohl Hauptauftragnehmer und Nutzlast-Auftragnehmer für die Skynet-4-Satelliten des britischen Verteidigungsministeriums. Seine Aufgabe ist die Sicherstellung der militärischen Kommunikation zwischen Truppe und Hauptquartier. Die Lebensdauer des Satelliten neigt sich dem Ende zu. Die NATO wird ihn nicht durch einen neuen eigenen ersetzen, sondern Kapazitäten auf militärischen Satelliten von Mitgliedstaaten mieten.